# Moulin à vent de Pointe-aux-Trembles
 (octobre 2011).

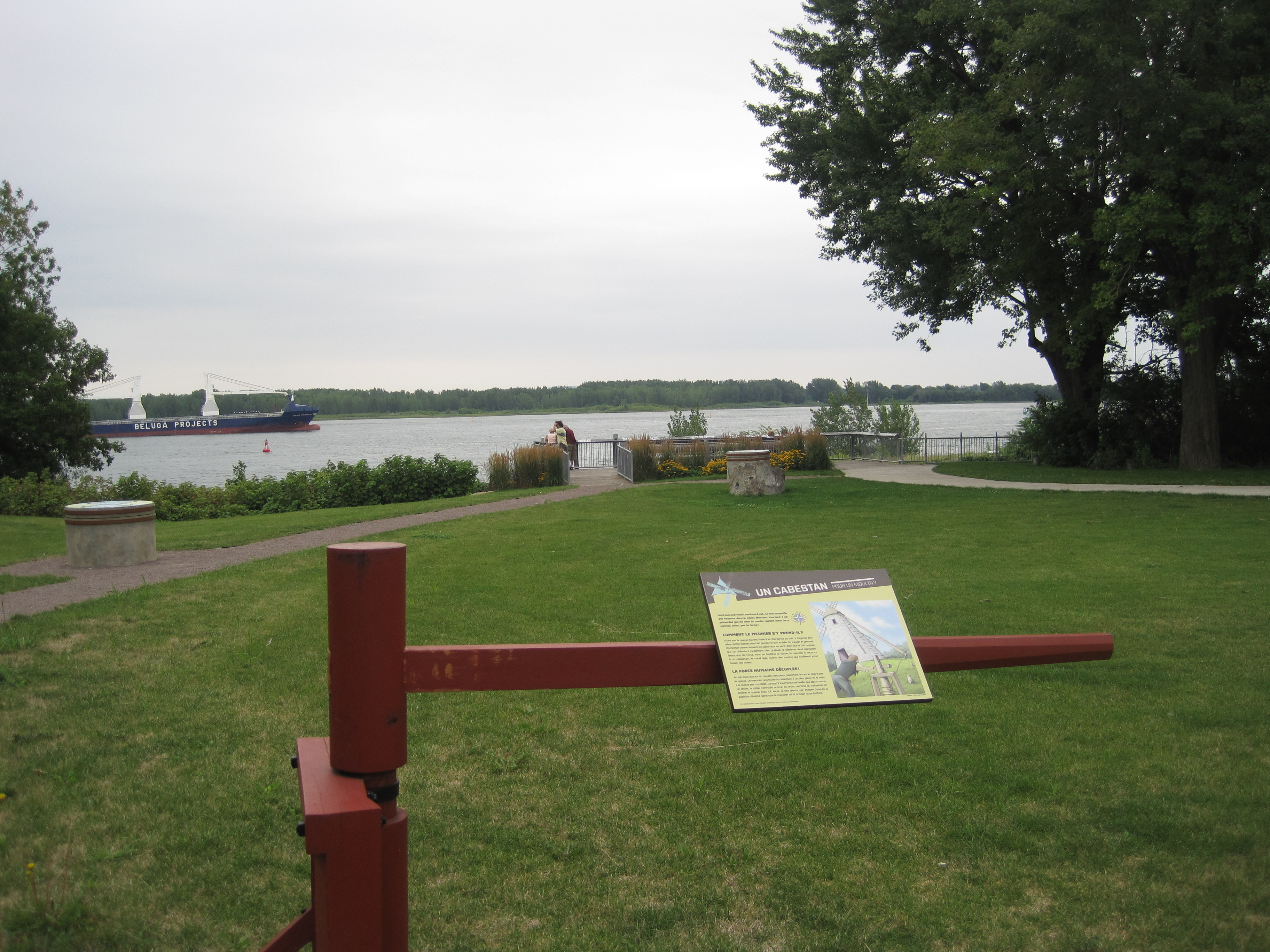
Vue du petit Parc du Vieux-Moulin de Pointe-aux-Trembles, août 2010

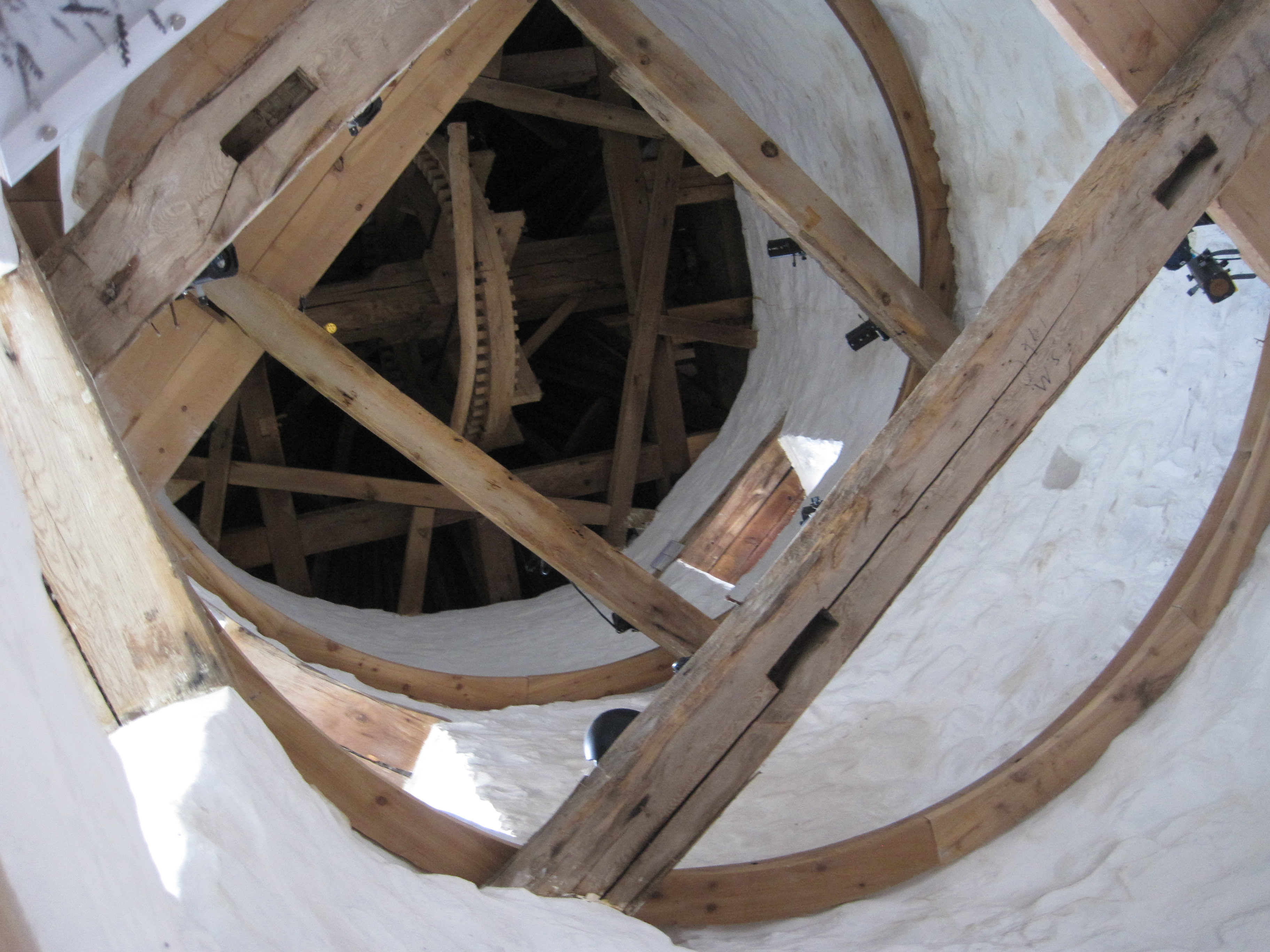
Mécanisme intérieur du moulin à vent de Pointe-au-Trembles, août 2010

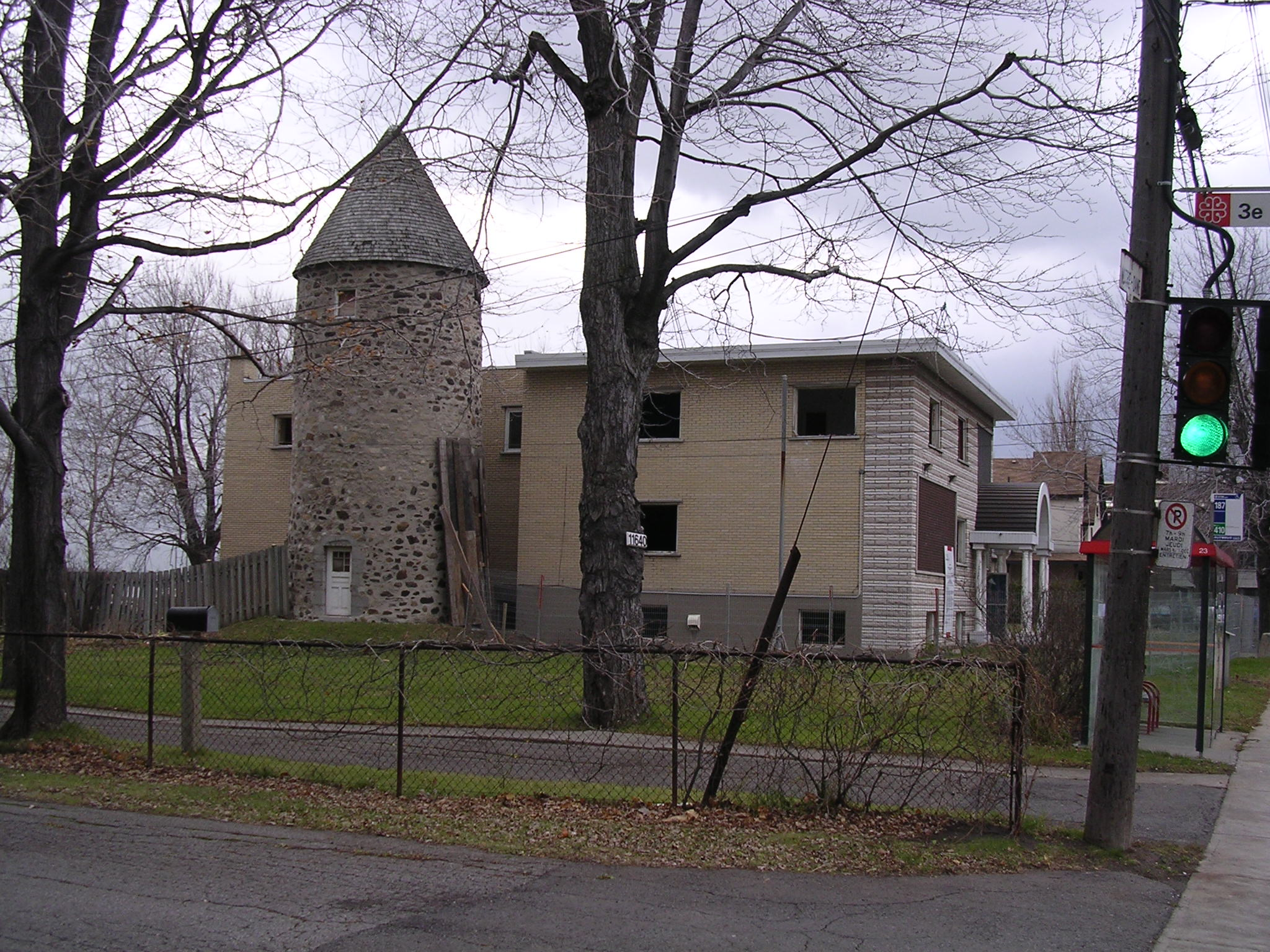
Moulin à vent de Pointe-aux-Trembles, en 2005, juste avant la démolition de l'édifice construit à côté, et avant la restauration du moulin en 2007-2008.

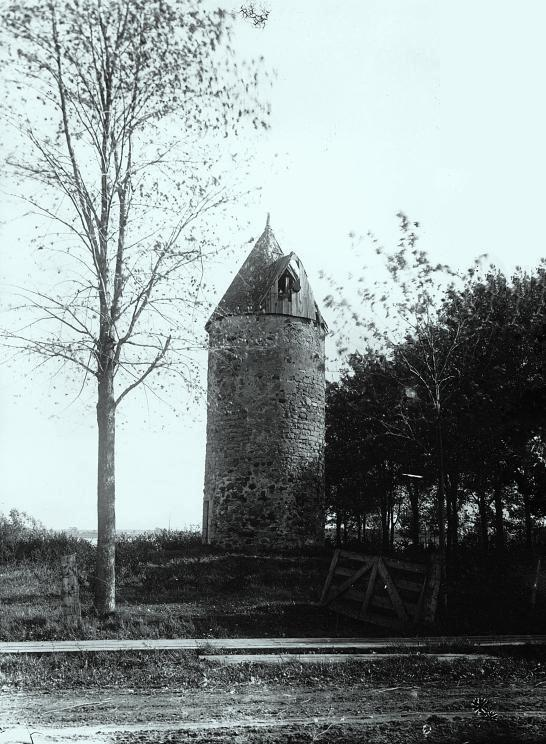
Moulin à vent de Pointe-aux-Trembles, vers 1900

Le Vieux-Moulin de Pointe-aux-Trembles est l'un des 18 derniers moulins à vent du Québec au Canada. Il est situé dans le quartier Pointe-aux-Trembles de l'Arrondissement Rivière-des-Prairies–Pointe-aux-Trembles, à l'est de l'île de Montréal. Son adresse précise est le 11630 rue Notre-Dame est construit en 1719, il est en opération jusqu'en 1866.
Le moulin est classé bien archéologique en vertu de la Loi sur les biens culturels le 11 février 1983. La Ville de Montréal en a fait l'acquisition en 2001 en raison de son potentiel archéologique. On démolit le complexe funéraire adjacent au moulin en 2005. On débute en 2007 un projet de mise en valeur du moulin qui comprend la restauration de l'enveloppe circulaire ainsi que celle de la structure du toit et des planchers. La queue et les ailes sont reconstituées selon leur configuration d'origine.
L'ouverture du moulin rénové au sein du nouveau Parc du Vieux-Moulin de Pointe-aux-Trembles a lieu en juin 2009 à la suite d'un investissement de la ville de Montréal de $2,4 millions. 
Situé en bordure du fleuve Saint-Laurent, le parc du Vieux-Moulin de Pointe-aux-Trembles est un site exceptionnel. Pourvu d'un magnifique belvédère surplombant le fleuve et d'un pavillon d'animation, ce parc vaut vraiment le coup d’œil, le plaisir de le fréquenter et d'y revenir. Chaque fin de semaine de la période estivale, un personnage costumé accueille et fait découvrir ce majestueux bâtiment patrimonial. Les vieux murs de pierre du moulin deviennent écran pour une projection multimédia unique. Plongez dans l'histoire et découvrez le Vieux-Moulin de Pointe-aux-Trembles. 

## Identification
- Nom du bâtiment : Moulin à vent de Pointe-aux-Trembles
- Adresse civique : 11630, rue Notre-Dame Est
- Municipalité : Montréal
- Propriété : Ville de Montréal

## Construction
- Date de construction : 1719[3]
- Nom du constructeur : Jean-Baptiste Deguire dit La Rose
- Nom du propriétaire initial : Sulpiciens
- Sur la terre d'André Poutré dit Lavigne

## Chronologie
- Évolution du bâtiment :
  - 1792 : Joseph Sicard (ou Picard?), travaux de réparation
  - 1866 : Fin des opérations
  - 1906 : Le moulin est en ruines
- Propriétaires :
  - 1719-1837 : Sulpiciens
  - 1837 : Anne Smith, épouse de Louis Mignault
  - 1906 : Vente par la famille Mignault
  - 2001 : Ville de Montréal
- Meuniers :
  - 1721-1725 : Jean-Baptiste Gibault
  - 1725-1727 : André Poudret dit Lavigne (décédé en 1724 ?. Peut-être un de ses fils)
  - 1727-1745 : Jean-Baptiste Gibault
  - 1750-1764 : François Harel
  - 1766-1772 : Jean Lagorce
  - 1772-1778 : Pierre Lajeunesse
  - 1778-1784 : Louis Roussin
  - 1787- ? . .  : Joseph Lacroix
  - 1792-1794 : Joseph Sicard
  - 1794-1795 : Péladeau, le jeune
  - 1795-1797 : Joachim Dillon dit Lemoine
  - 1800-1801 : Gilles Archambault
  - 1800-1803 : Pierre Régnier dit Brion
  - 1822-1831 : Louis Fontaine dit Bienvenu
  - 1831-1831 : Joseph Sénécal
  - 1832-1838 : Joseph Miron
  - 1851 . . . . : Amable Prévost
  - 1855-1856 : Abraham Malo
  - 1861 . . . . : François Brière
  - 1861-1862 : Jérémie Ménard
- Transformations majeures :
  - 1823 : Le moulin est rehaussé pour contenir deux moulanges
  - 1866 : Le moulin cesse de fabriquer de la farine
  - Années 1970 : Un salon funéraire est construit devant le moulin
  - 1982 : Le moulin est classé bien archéologique en vertu de la Loi sur les biens culturels
  - 2005 : Démolition du salon funéraire
  - 2007-2008 : Restauration du moulin, aménagement du parc, construction d'un belvédère, confection d'un parcours muséologique et d'outils d'animation, le tout représentant un investissement de 2 382 489 $
  - Juin 2009 :  Inauguration et ouverture du moulin rénové au sein du nouveau Parc du Vieux-Moulin de Pointe-aux-Trembles

## Architecture
- Hauteur : 13 mètres
- Étages : 3 en plus du rez-de-chaussée
- Diamètre : 18 pieds (5,5 mètres) à la base; 16 pieds (4,9 m) dans sa partie supérieure

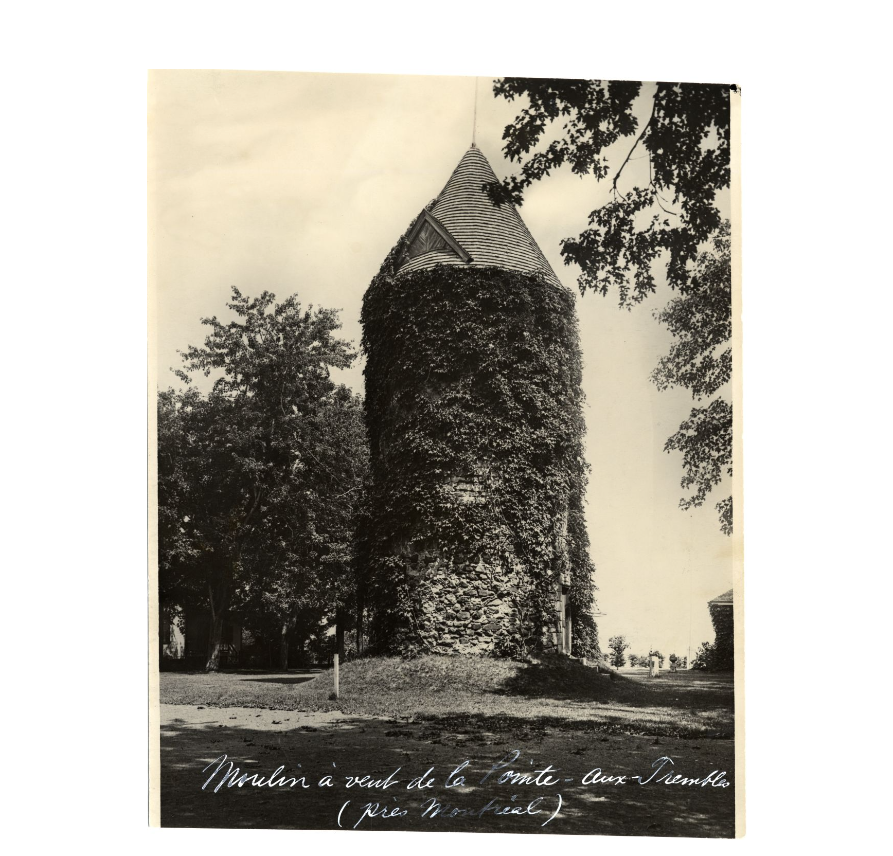
Pointe-aux-Trembles - Moulin à vent, vers 1925

- Pointe-aux-Trembles - Moulin à vent, vers 1925Caractéristiques : Tour cyclindrique en pierre, surmontée d'un toit conique couvert en bardeau de cèdre. jambages et linteaux de plusieurs des portes et fenêtres en pierre de taille

## Protection patrimoniale
Classé bien archéologique en 1983.

## Mise en valeur
- Constat de mise en valeur : Le moulin est ouvert aux visiteurs. Circuit historique comprenant des panneaux d'interprétation illustrés par Francis Back et une projection multimédia. Agora et pavillon d'interprétation servant de lieu d'animation. Visites, spectacles multimédias, jeux interactifs, projections vidéo et activités d'animation.
- Site d'origine : Oui
- Constat sommaire d'intégrité : Entière restauré, avec ailes et rouet. Les mécanismes n'ont pas été reconstitués.
- Responsable : Ville de Montréal